# Мошорин (Украјина)
Мошорин (укр. Морошине) је село у Украјини. Његов други назив је Некрасивка.

## Историја
Место су населили Срби граничари из укинуте Потиско-поморишке границе у Аустрији. Било је то 1753. године у слабо насељеном пограничном делу Русије (данашње Украјине). Већина становника је било из Бачке, из села Мошорина, зато је и понело такав назив. Стари назив места је био Иванковци.
Село је имало милитарски статус, и као шанац - 17. Рота, припадало Првом хусарском граничарском пуку са седиштем у Новом Миргороду. Комадант тог српског пука био је генерал Иван Хорват.